# Xestia divitefimbrata
Xestia divitefimbrata är en fjärilsart som beskrevs av Charles Oberthür 1918. Xestia divitefimbrata ingår i släktet Xestia och familjen nattflyn. Inga underarter finns listade i Catalogue of Life.